# Caligo pheidriades
Caligo pheidriades är en fjärilsart som beskrevs av Hans Fruhstorfer 1912. Caligo pheidriades ingår i släktet Caligo och familjen praktfjärilar. Inga underarter finns listade i Catalogue of Life.